# Индийский серый мунго
Индийский серый мунго, или обыкновенный мангуст (лат. Urva edwardsii), — вид хищных млекопитающих из семейства мангустовых (Herpestidae). 
Был научно описан французским зоологом Этьенном Жоффруа Сент-Илером в 1817 году под названием Ichneumon edwardsii. Видовое название дано в честь британского натуралиста Джорджа Эдвардса (1694—1773). В дальнейшем обычно классифицировался в роде Herpestes; в 2009 году вместе с остальными азиатскими мангустами был выделен в род Urva. 

## Описание
Длина туловища животного составляет от 36 до 45 сантиметров, длина хвоста — до 35 сантиметров. Масса колеблется между 0,9 и 1,7 килограммами. Тело мунго длинное, стройное и худощавое, конечности относительно короткие. Цвет шерсти серебристо-серый, лапы более тёмные. Кончик хвоста — тёмно-рыжий, рыжеватые полоски есть и на голове мунго.

## Среда обитания
Природная область распространения индийского мунго простирается от восточной части Аравийского полуострова, через Иран, Афганистан и Пакистан до территорий Индии и Мьянмы. Мунго предпочитают поросшие кустарником травянистые луга, однако легко приспосабливаются и к иным условиям. Как отличный охотник за змеями и грызунами, мунго был завезён человеком также на Малайский полуостров, на Реюньон, Маврикий, острова Рюкю, в Италию и на Ямайку.

## Привычки и повадки
Индийские мунго ведут дневной образ жизни. Как правило, это одиночки; изредка они живут семьями. Утром мунго покидают свои норки в поисках пищи. Их обычная добыча — мелкие позвоночные, ящерицы, змеи и птицы. Питаются также насекомыми, скорпионами и фруктами. Мунго удивительно подвижны, поэтому они могут нападать даже на ядовитых змей, почти не рискуя быть укушенными. В то же время, вопреки расхожему заблуждению, у мунго нет иммунитета к змеиному яду. В бою с ядовитой змеёй мангуст за счёт обманных движений и прыжков в сторону уклоняется от укусов, постепенно изматывает змею и затем нападает сам. При этом даже если кобра достаёт зверька своими ядовитыми зубами, ей не всегда удаётся укусить мунго, поскольку его защищает густой, плотный мех.
Самка мангуста рожает от 2 до 4 детёнышей 2—3 раза в год; беременность длится от 60 до 65 дней. Мать кормит детёнышей молоком 4—5 недель.

## Мангуст и человек
Индийский мунго — многочисленный и широко распространённый вид. В Красной книге он помечен обозначением «Least Concern», означающим, что исчезновение ему не грозит. Наоборот, при помощи человека мунго, как отличный охотник на крыс, заселил области, первоначально не принадлежавшие к ареалу его обитания. Впрочем, широкое распространение мангустов имело и отрицательные последствия (на новом месте они нападали на редких представителей местной фауны, пожирали домашнюю птицу и т. д.). К тому же после истребления мангустами грызунов, питавшихся насекомыми, резко увеличивалось количество насекомых-вредителей.
Как сообщает в своих сочинениях Альфред Брем, в Индии прирученные мунго часто содержатся в домашних хозяйствах. В Южной Азии их иногда держат в жилищах как домашних животных. Мангуст защищает жильё от змей и крыс, за что получает кров и пищу. Как пишет Брем, «С людьми мунго быстро заводит дружбу. Уже через короткое время он всюду следует за своим хозяином, ест из его руки и ведёт себя как домашнее животное». Эту необычную связь между человеком и диким животным заметил и знаток Индии, писатель Редьярд Киплинг, увековечивший её в своей «Книге Джунглей» («Рикки-Тикки-Тави»).